# Stockholmsgillet
Stockholms-Gillet är en ideell förening bildad 1914 som har till mål att öka stockholmarnas intresse för sin stad, att verka för stadens kultur samt bevara stockholmska minnen. Gillet är sedan 1915 huvudman för den årliga Stortorgets julmarknad på Stortorget i Gamla stan.
Då föreningen endast var öppen för män, så bedömdes den i av Regeringsrätten i rättsfallet RÅ 1989 ref 60 som obegränsat skattskyldig (det vill säga inte som många andra ideella föreningar enbart begränsat skattskyldig). Numera kan både män och kvinnor bli medlemmar i Stockholms-Gillet. 